# アジアヒキガエル
アジアヒキガエル（Bufo gargarizans）は、両生綱無尾目ヒキガエル科ヒキガエル属に分類されるカエル。未判定外来生物。（亜種ミヤコヒキガエルを除く）

## 分布
Bufo gargarizans gargarizans : 中華人民共和国東部
朝鮮半島と隣接地域·ロシア(沿海州、サハリン島)のヒキガエルは最近、別の種(サハリンヒキガエル、Bufo sachalinensis)に分離されました。

Bufo gargarizans miyakonis : 日本（伊良部島、宮古島）

## 形態
体長5.6 - 10.2センチメートル。

## 分類

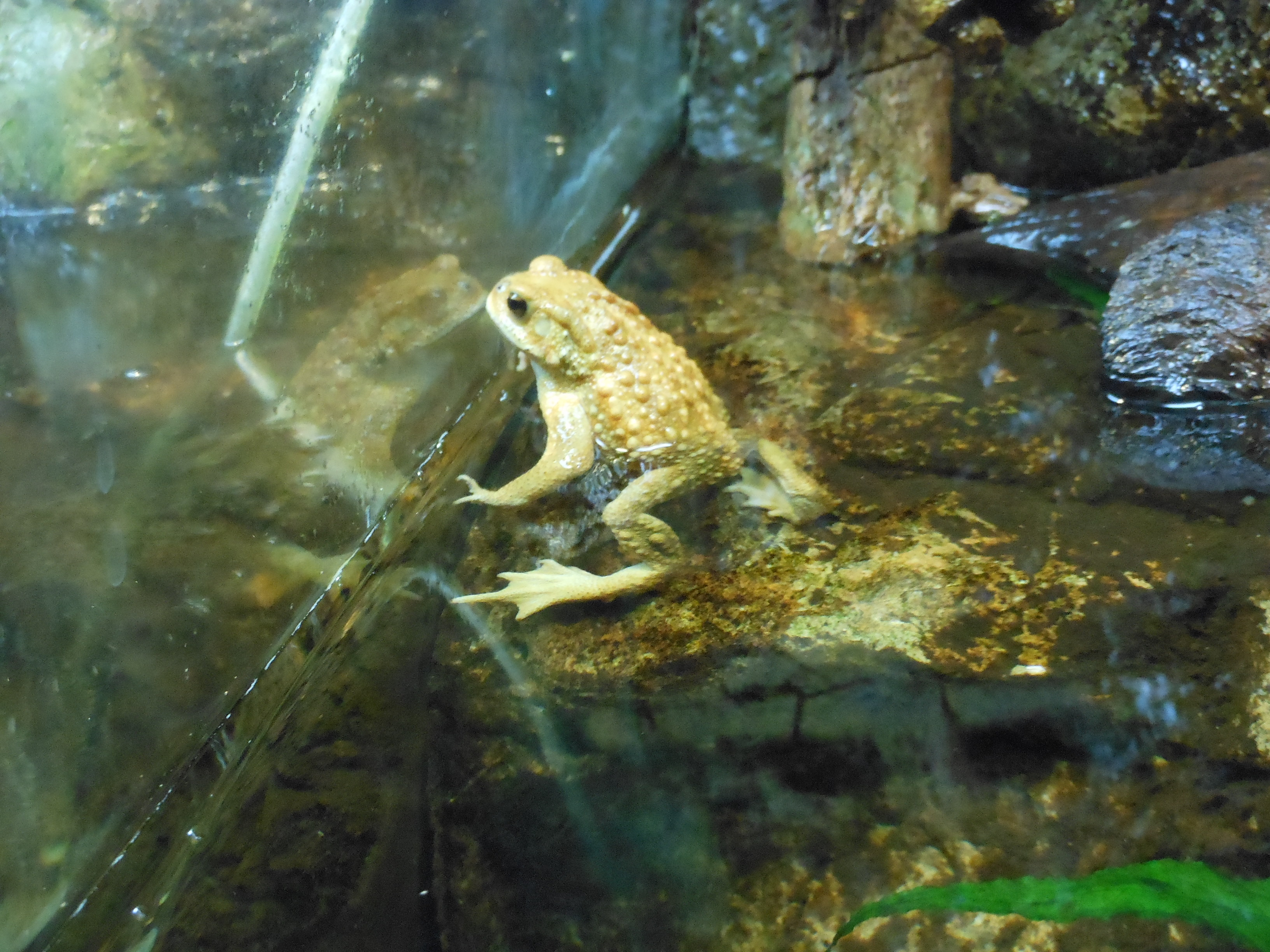
ミヤコヒキガエル（鳥羽水族館）

Bufo gargarizans gargarizans Cantor, 1842 チュウカヒキガエル
Bufo gargarizans miyakonis Okada, 1931 ミヤコヒキガエル Miyako toad
日本（伊良部島、宮古島）固有亜種。沖縄島北部、北大東島、南大東島に移入。模式標本の産地（基準産地・タイプ産地・模式産地）は宮古島。
左右の眼の間（頭頂）がほぼ凹まない。耳腺は小型で短い。
鼓膜は不明瞭。眼と鼓膜間の距離よりも鼓膜の直径の方が大きい。後肢の指趾の間にはやや水かきが発達する。
第二次世界大戦後に人為移入個体群とする説が提唱され有力とされた。1980年代に宮古島のピンザアブ洞窟で後期更新世の本亜種と推定（発見当時は過程や同定の根拠が発表されていなかったが、後に骨格の比較から同定された）される化石が発見されたことから、在来分布と考えられている。

## 生態
北東部の個体群では9 - 翌4月に休眠（冬眠）する。
主に甲虫目や膜翅目などの昆虫を食べるが、クモ、多足類、軟体動物なども食べる。
繁殖様式は卵生。北東部の個体群では4 - 5月に繁殖するが、6月下旬にわたり繁殖することもある。亜種ミヤコヒキガエルは9月から翌3月にかけて止水に12,000 - 14,000個の卵を産む。
まれに広東住血線虫に寄生されていることがある。

## 人間との関係
B. g. miyakonis ミヤコヒキガエル
サトウキビ畑のカンショコガネ類などの害虫駆除のために北大東島、南大東島に移入・定着した。1980年代に沖縄島北部にも移入され繁殖例もあったが、定着はしなかった。
湿地開発や水質汚濁による生息地の破壊、人為的に移入されたコイやティラピアによる卵や幼生の捕食などによる影響を受けている。
準絶滅危惧（NT）（環境省レッドリスト）
中国では標準名で「中華蟾蜍」、一般には「癩蛤蟆（làiháma ライハーマ）」と呼ばれて卑近な種であり、この種をモデルに青蛙神と呼ばれる、後ろ脚が1本の怪物が伝えられ、金運をもたらす縁起物として各種意匠や工芸品に用いられている。

## 画像

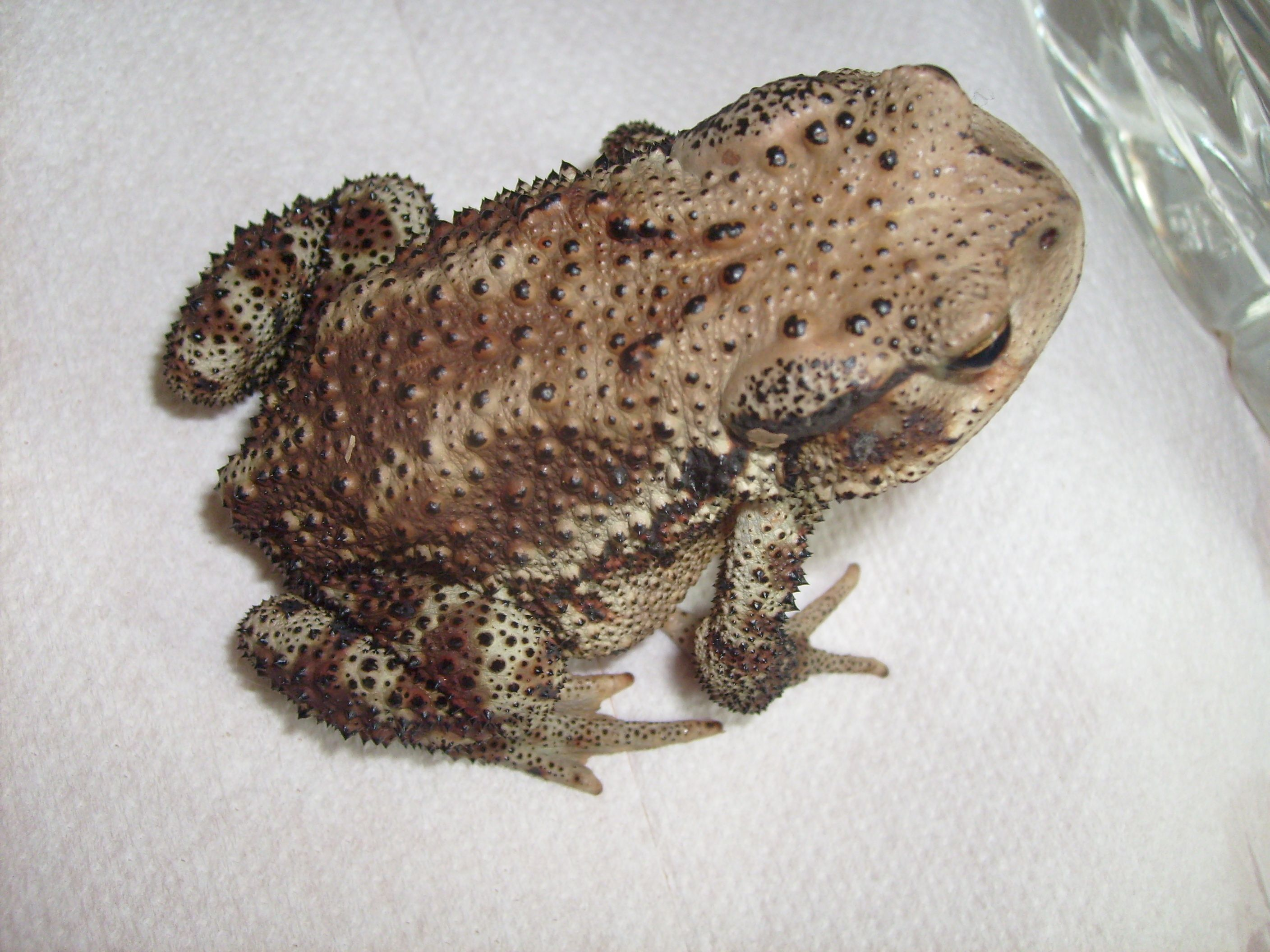
背面
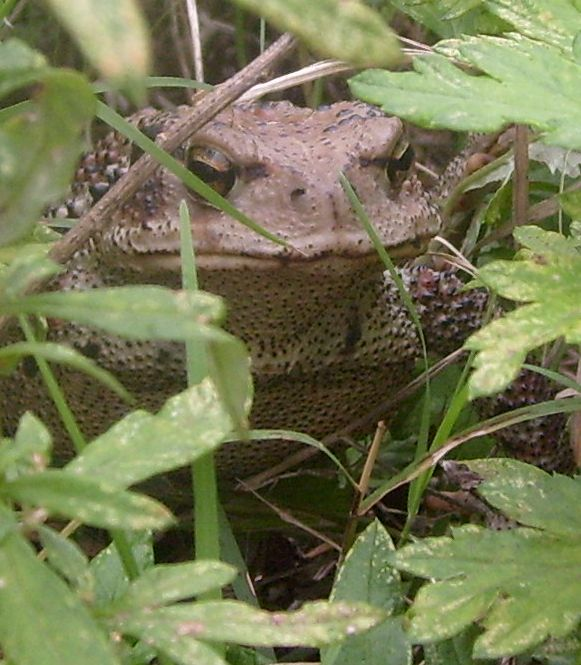
頭部
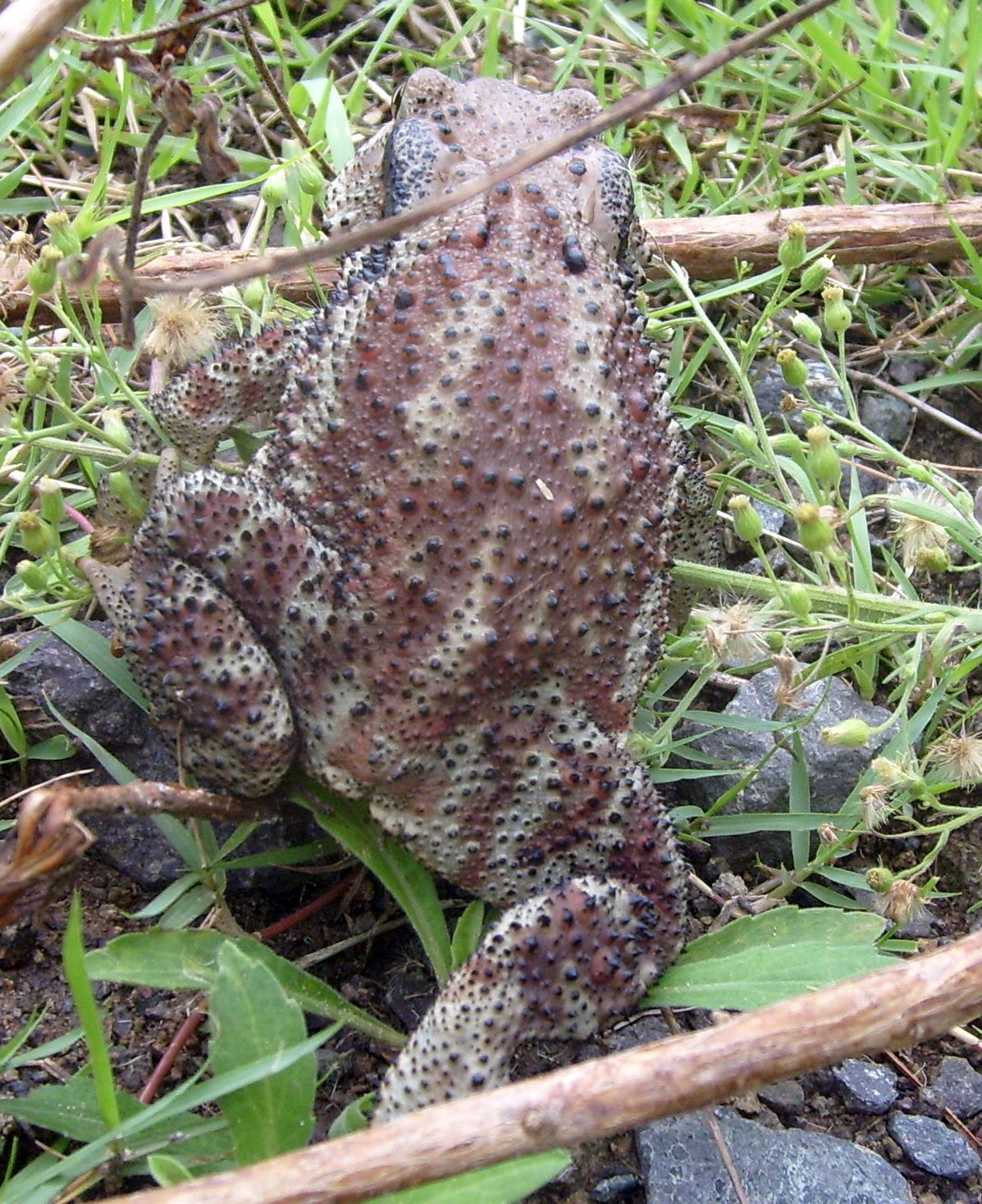
歩行するアジアヒキガエル